# کیریو کووالچوک
کیریو کووالچوک (اوکراینی: Кирило Сергійович Ковальчук؛ زادهٔ ۱۱ ژوئن ۱۹۸۶) بازیکن فوتبال اهل اوکراین است.
از باشگاه‌هایی که در آن بازی کرده‌است می‌توان به باشگاه فوتبال دنیپرو، باشگاه فوتبال زیمبرو کیشیناو، باشگاه فوتبال متالیست خارکوف، باشگاه فوتبال تاوریا سیمفروپول، باشگاه فوتبال چورنومورتس اودسا، و باشگاه فوتبال اورداباسی اشاره کرد.
وی همچنین در تیم ملی فوتبال اوکراین بازی کرده‌است.